# Santa Rosa (Iribarren)
Pour les articles homonymes, voir Santa Rosa.
Santa Rosa est l'une des dix paroisses civiles de la municipalité d'Iribarren dans l'État de Lara au Venezuela. Sa capitale est Barquisimeto, chef-lieu de la municipalité et capitale de l'État, dont elle constitue l'une des paroisses civiles urbaines, située à l'est du centre.

## Géographie

### Démographie
Hormis certains des quartiers orientaux de la ville de Barquisimeto dont Santa Rosa constitue l'une des paroisses civiles urbaines, celle-ci comporte également d'autres localités, parmi lesquelles :
- El Cercado
  - Bello Monte
  - Chirgua
- Barquisimeto
  - Ciudad Roca
- Chorobobo (partagé avec Cabudare)
- Guacabra
- Veragacha